# St. Louis Film Critics Association Awards 2020
Le cerimonia della 17ª edizione St. Louis Film Critics Association Awards è stata presentata il 18 gennaio 2021.

## Vincitori e candidature

### Miglior film
- Nomadland, regia di Chloé Zhao
- First Cow, regia di Kelly Reichardt
- Sto pensando di finirla qui (I'm Thinking of Ending Things), regia di Charlie Kaufman
- Una donna promettente (Promising Young Woman), regia di Emerald Fennell
- Il processo ai Chicago 7 (The Trial of the Chicago 7), regia di Aaron Sorkin

### Miglior attore
- Chadwick Boseman - Ma Rainey's Black Bottom
- Riz Ahmed - Sound of Metal
- Anthony Hopkins - The Father - Nulla è come sembra (The Father)
- Delroy Lindo - Da 5 Bloods - Come fratelli (Da 5 Bloods)
- Gary Oldman - Mank

### Miglior attore non protagonista
- Paul Raci - Sound of Metal
- Bo Burnham - Una donna promettente (Promising Young Woman)
- Sacha Baron Cohen - Il processo ai Chicago 7 (The Trial of the Chicago 7)
- Bill Murray - On the Rocks
- Leslie Odom Jr. - Quella notte a Miami... (One Night in Miami...)

### Miglior attrice
- Carey Mulligan - Una donna promettente (Promising Young Woman)
- Jessie Buckley - Sto pensando di finirla qui (I'm Thinking of Ending Things)
- Viola Davis - Ma Rainey's Black Bottom
- Vanessa Kirby - Pieces of a Woman
- Frances McDormand - Nomadland

### Miglior attrice non protagonista
- Yoon Yeo-jeong - Minari
- Maria Bakalova - Borat - Seguito di film cinema (Borat Subsequent Moviefilm: Delivery of Prodigious Bribe to American Regime for Make Benefit Once Glorious Nation of Kazakhstan)
- Ellen Burstyn - Pieces of a Woman
- Olivia Colman - The Father - Nulla è come sembra (The Father)
- Amanda Seyfried - Mank

### Miglior regista
- Chloé Zhao - Nomadland
- Emerald Fennell - Una donna promettente (Promising Young Woman)
- Lee Isaac Chung - Minari
- Spike Lee - Da 5 Bloods - Come fratelli (Da 5 Bloods)
- Aaron Sorkin - Il processo ai Chicago 7 (The Trial of the Chicago 7)

### Migliore adattamento della sceneggiatura
- Charlie Kaufman ed Iain Reid - Sto pensando di finirla qui (I'm Thinking of Ending Things)
- Jonathan Raymond, Kelly Reichardt e Johnathan Raymond - First Cow
- Ruben Santiago-Hudson ed August Wilson - Ma Rainey’s Black Bottom
- Chloé Zhao e Jessica Bruder - Nomadland
- Kemp Powers - Quella notte a Miami... (One Night in Miami...)

### Migliore sceneggiatura originale
- Emerald Fennell - Una donna promettente (Promising Young Woman)
- Jack Fincher - Mank
- Lee Isaac Chung - Minari
- Andy Siara - Palm Springs - Vivi come se non ci fosse un domani (Palm Springs)
- Aaron Sorkin - Il processo ai Chicago 7 (The Trial of the Chicago 7)

### Miglior fotografia
- Joshua James Richards - Nomadland
- Newton Thomas Sigel - Da 5 Bloods - Come fratelli (Da 5 Bloods)
- Erik Messerschmidt - Mank
- Dariusz Wolski - Notizie dal mondo (News of the World)
- Benjamin Kracun - Una donna promettente (Promising Young Woman)

### Migliore montaggio
- Chloé Zhao - Nomadland
- Jonah Moran - Hamilton
- Robert Frazen - Sto pensando di finirla qui (I'm Thinking of Ending Things)
- Kirk Baxter - Mank
- Alan Baumgarten - Il processo ai Chicago 7 (The Trial of the Chicago 7)

### Migliori musiche
- Una donna promettente (Promising Young Woman)
- Birds of Prey e la fantasmagorica rinascita di Harley Quinn (Birds of Prey (and the Fantabulous Emancipation of One Harley Quinn))
- Da 5 Bloods - Come fratelli (Da 5 Bloods)
- Hamilton
- Lovers Rock

### Migliori effetti speciali
- Tenet
- Birds of Prey e la fantasmagorica rinascita di Harley Quinn (Birds of Prey (and the Fantabulous Emancipation of One Harley Quinn))
- L'uomo invisibile (The Invisible Man)
- Mank
- The Midnight Sky

### Migliore direzione artistica
- Donald Graham Burt - Mank
- Kave Quinn - Emma.
- Mark Ricker - Ma Rainey's Black Bottom
- Christina Casali - La vita straordinaria di David Copperfield (The Personal History of David Copperfield)
- Michael Perry - Una donna promettente (Promising Young Woman)

### Migliore colonna sonora
- Trent Reznor, Atticus Ross e Jon Batiste - Soul
- Trent Reznor e Atticus Ross - Mank
- James Newton Howard - Notizie dal mondo (News of the World)
- Ludovico Einaudi - Nomadland
- Ludwig Göransson - Tenet

### Migliore scena
- L'uomo invisibile (The Invisible Man) - L'incontro tra le sorelle al ristorante viene interrotto.
- The Assistant - Lamentala alle Risorse Umane.
- Borat - Seguito di film cinema (Borat Subsequent Moviefilm: Delivery of Prodigious Bribe to American Regime for Make Benefit Once Glorious Nation of Kazakhstan) - Intervista con Rudy Giuliani.
- Sto pensando di finirla qui (I'm Thinking of Ending Things) - Cena con i genitori.
- Mai raramente a volte sempre (Never Rarely Sometimes Always) - Questionario alla clinica.

### Miglior film in lingua straniera
- Un altro giro (Druk), regia di Thomas Vinterberg
- Bacurau, regia di Kleber Mendonça Filho e Juliano Dornelles
- La ragazza d'autunno (Dylda), regia di Kantemir Balagov
- Collective (Colectiv), regia di Alexander Nanau
- Vitalina Varela, regia di Pedro Costa

### Miglior film d'azione
- Tenet, regia di Christopher Nolan
- Birds of Prey e la fantasmagorica rinascita di Harley Quinn (Birds of Prey (and the Fantabulous Emancipation of One Harley Quinn)), regia di Cathy Yan
- The Gentlemen, regia di Guy Ritchie
- Greyhound - Il nemico invisibile (Greyhound), regia di Aaron Schneider
- The Old Guard, regia di Gina Prince-Bythewood

### Miglior film commedia
- Borat - Seguito di film cinema (Borat Subsequent Moviefilm: Delivery of Prodigious Bribe to American Regime for Make Benefit Once Glorious Nation of Kazakhstan), regia di Jason Woliner
- Emma., regia di Autumn de Wilde
- Il re di Staten Island (The King of Staten Island), regia di Judd Apatow
- On the Rocks, regia di Sofia Coppola
- Palm Springs - Vivi come se non ci fosse un domani (Palm Springs), regia di Max Barbakow

### Miglior film d'animazione
- Soul, regia di Pete Docter
- La casa lobo, regia di Cristóbal León e Joaquín Cociña
- Onward - Oltre la magia  (Onward), regia di Dan Scanlon
- Over the Moon - Il fantastico mondo di Lunaria (Over the Moon), regia di Glen Keane
- Wolfwalkers - Il popolo dei lupi (Wolfwalkers), regia di Tomm Moore e Ross Stewart

### Miglior film horror
- L'uomo invisibile (The Invisible Man), regia di Leigh Whannell
- Alone, regia di John Hyams
- La Llorona - Le lacrime del male (The Curse of La Llorona), regia di Michael Chaves
- Possessor, regia di Brandon Cronenberg
- L'immensità della notte (The Vast of Night), regia di Andrew Patterson

### Miglior documentario
- Collective (Colectiv), regia di Alexander Nanau
- City Hall, regia di Frederick Wiseman
- Dick Johnson Is Dead, regia di Kirsten Johnson
- Il mio amico in fondo al mare (My Octopus Teacher), regia di Pippa Ehrlich e James Reed
- The Social Dilemma, regia di Jeff Orlowski